# Pedicularis lanceifolia
Pedicularis lanceifolia är en snyltrotsväxtart som beskrevs av Tsoong. Pedicularis lanceifolia ingår i släktet spiror, och familjen snyltrotsväxter. Inga underarter finns listade i Catalogue of Life.